# Ford Freda
Le Ford Freda est un minibus développé sur la plate-forme de son cousin le Mazda Bongo Friendee et produit par Ford de 1995 à 2005.

## Versions camping
Certains Bongo Friendee/Freda ont des unités de cuisine installées d'usine par Mazda, mais beaucoup d'autres sont importés et convertis en camping-cars au Royaume-Uni. Ils ont tous des sièges qui se replient à plat pour faire un lit double, et sur de nombreux modèles, il y a aussi un toit surélevé où deux personnes supplémentaires peuvent dormir. Des versions à toit plat ("Bongolow") sont également disponibles.